# Distrito electoral de West Muddy (condado de Gosper, Nebraska)
West Muddy Precinct es una subdivisión territorial del condado de Gosper, Nebraska, Estados Unidos. Según el censo de 2020, tiene una población de 28 habitantes.
El estado de Nebraska está dividido en 93 condados. De ese total, algunos se dividen en townships y la mayoría se dividen en precintos (precincts), subdivisiones idénticas a los townships pero donde no existe Gobierno municipal..
Los datos de los precintos son mantenidos por la Oficina del Censo en coordinación con los Gobiernos de los condados a efectos exclusivamente estadísticos.

## Geografía
La subdivisión está ubicada en las coordenadas 40°24′6″N 100°2′39″O / 40.40167, -100.04417. Según la Oficina del Censo, tiene una superficie total de 93.77 km², de los cuales 93.70 km² corresponden a tierra firme y 0.07 km² están cubiertos de agua.

## Demografía
Según el censo de 2020, hay 28 personas residiendo en la zona. La densidad de población es de 0.30 hab./km². La totalidad de los habitantes son blancos. No hay hispanos o latinos viviendo en la región.